# Караченцева Валентина Юхимівна
Валентина Юхимівна Кара́ченцева (нар. 14 липня 1940, Чернігів) — українська вчена, астроном, доктор фізико-математичних наук, заслужений діяч науки і техніки України.

## Біографія
Валентина Юхимівна Караченцева народилась 14 липня 1940 року в місті Чернігів. В 1962 році закінчила Київський національний університет імені Тараса Шевченка.

## Трудова діяльність
Після закінчення Київського національного університету імені Тараса Шевченка з 1962 року до 2002 року Валентина Юхимівна працювала з перервами в цьому ж навчальному закладі (1962—1964 рр., 1967—1971 рр., 1988—2002 рр). Від 1964 до 1967 рр. працювала в Президії АН Вірменської РСР (Єреван). Від 1971 до 1988 рр.– у Спеціальній астрофізичній обсерваторії АН СРСР (селище Нижній Архиз, Карачаєво-Черкесія, РФ); від 2009 Караченцева В. Ю. працювала провідним науковим співробітником Головної астрономічної обсерваторії НАНУ (Київ).

## Наукові дослідження
Караченцева В. Ю. проводила наукові дослідження у галузях позагалактикової астрономії та спостережної космології. Спільно з І. Караченцевим відкрила близько шестисот слабких та екстремально слабких карликових галактик, визначила просторовий розподіл галактик. Валентина Юхимівна є співукладачкою низки каталогів. На космічному телескопі «Габбл» у складі міжнародної команди отримала прямі оцінки відстаней до 150 карликових галактик, що дало можливість побудувати тривимірну карту близького Всесвіту. Автор каталогу ізольованих галактик, на базі якого оцінила відносну кількість просторово ізольованих галактик менше ніж 3 %, яка підтверджується сучасною картиною походження великомасштабного розподілу галактик. На базі сучасних оптичних та ІЧ оглядів неба створила (зі співавторами) каталоги карликових галактик низької поверхневої яскравості, потрійних систем галактик (1979, 2000), тонких спіральних галактик, що спостерігаються з ребра, каталог сусідніх галактик CNG та два каталоги ізольованих галактик, що охоплюють все небо — LOG та 2MIG. Останні каталоги широко використовуються для аналізу широкомасштабної структури Всесвіту та для вивчення властивостей галактик в областях з найнижчою густиною матерії. Протягом 25 років займалася редакційно-видавничою діяльністю в астрономічних виданнях «Астрофізика», «Проблеми космічної фізики», «Повідомлення САО». Захистила кандидатську дисертацію на тему «Пошук і дослідження карликових галактик типу Скульптора», докторську дисертацію «Нові каталоги галактик» (1996).

## Досягнення. Відзнаки
- 1996 — доктор фізико-математичних наук
- 2001 — Премія імені Є. Федорова НАНУ
- 2014 — лауреат Державної премії України в галузі науки і техніки (2014)
- 2015 — Заслужений діяч науки і техніки України

## Наукові праці
Автор та співавтор більше двохсот двадцяти наукових праць, в тому числі:
- Каталог изолированных галактик // Сообщения Спец. астрофиз. обсерватории АН СССР. 1973. Т. 8
- Изолированные триплеты галактик. І. Список // Изв. Спец. астрофиз. обсерватории АН СССР. 1979. Т. 11 (співавторство)
- A Catalogue of low surfase brightness dwarf galaxies // Communications of Special Astrophysical Observatory. 1988. Vol. 57 (співавторство)
- Flat Galaxy catalogue // Astronomische Nachrichten. 1993. Vol. 314
- A Catalog of neighboring galaxies // Astronomical J. 2004. Vol. 127 (співавторство)
- Каталог изолированных галактик, отобранных в обзоре 2MASS // Астрофиз. бюл. Спец. астрофиз. обсерватории РАН. 2010. Т. 65 (співавторство).

## Родина
Чоловік — Караченцев Ігор Дмитрович (17. 02. 1940, Київ) — астроном, доктор фізико-математичних наук (1982), професор (2000). Заслужений діяч науки РФ (2010)